# Hendrik van Bourbon-Parma (1873-1939)

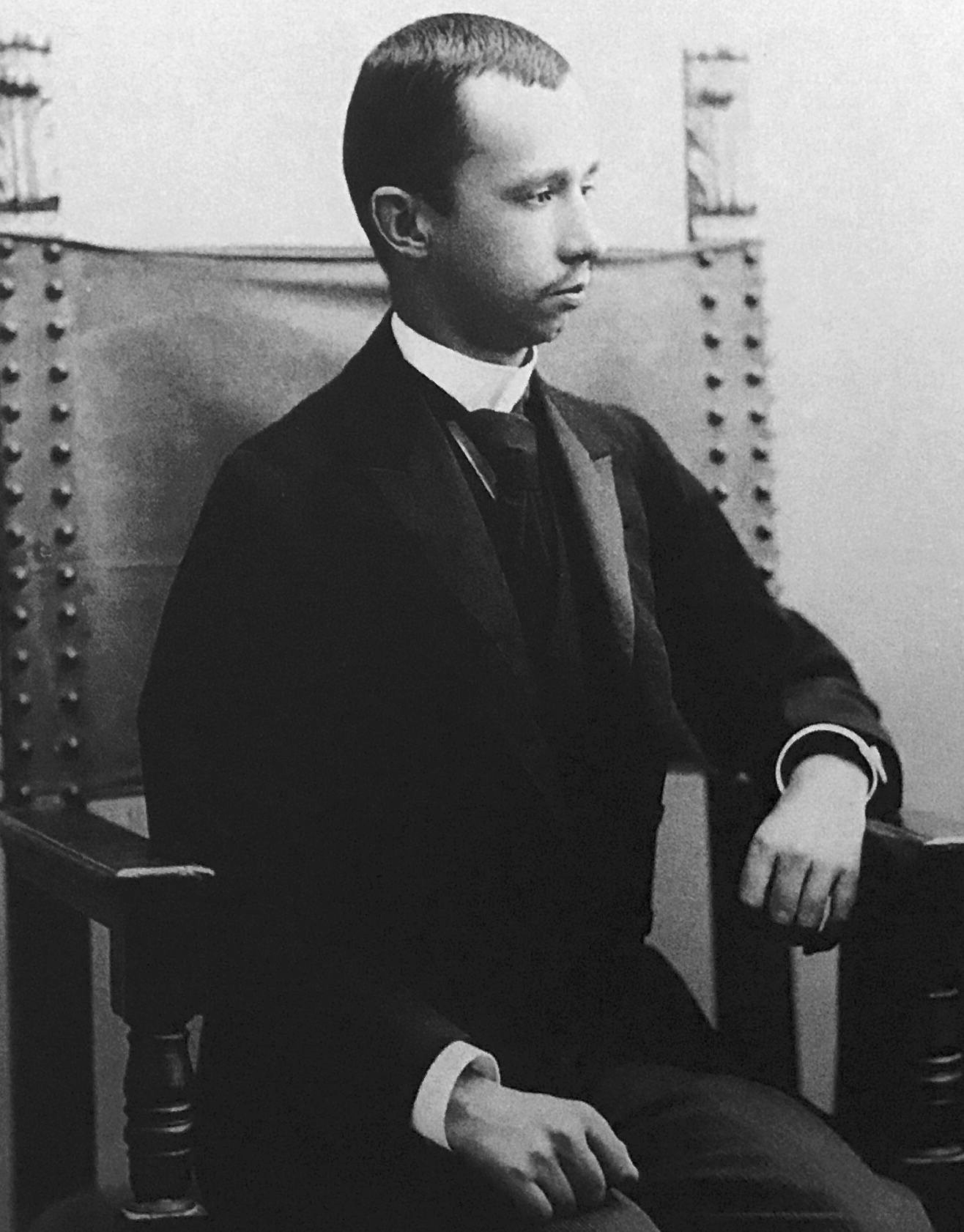
Enrico van Bourbon-Parma

Hendrik Maria Albert Ferdinand Karel Pius Lodewijk Lodewijk Anton van Bourbon-Parma (Rorschach, 13 juni 1873 - Lucca, 16 december 1939), was van 1907 tot 1939 titulair hertog van Parma. Hij was de zoon van hertog Robert I en diens eerste vrouw Maria Pia van Bourbon-Sicilië. 

## Leven
Hendrik was de tweede zoon van Robert I en diens eerste vrouw Maria Pia van Bourbon-Sicillië. Bij het overlijden van zijn vader was Hendrik de oudste zoon. Hendrik volgde zijn vader in 1907 op als titulair hertog van Parma. Omdat hij vermoedelijk zwakbegaafd was liet zijn broer Elias zich in 1907 door een Oostenrijkse rechter tot voogd benoemen. Elias werd daarmee de feitelijke regent. Hendrik was ongetrouwd en kinderloos en na zijn overlijden werd hij opgevolgd als titulair hertog door zijn broer Jozef.